# Thelymitra erosa
Thelymitra erosa är en orkidéart som beskrevs av David Lloyd Jones och Mark Alwin Clements. Thelymitra erosa ingår i släktet Thelymitra och familjen orkidéer.
Artens utbredningsområde är Tasmanien. Inga underarter finns listade i Catalogue of Life.